# Suwałki-Lücke

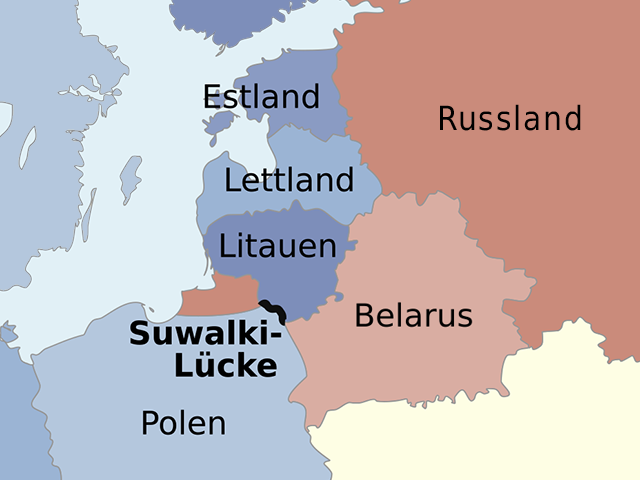
Suwałki-Lücke zwischen Polen und Baltikum (die Ukraine unten rechts ist hell dargestellt)

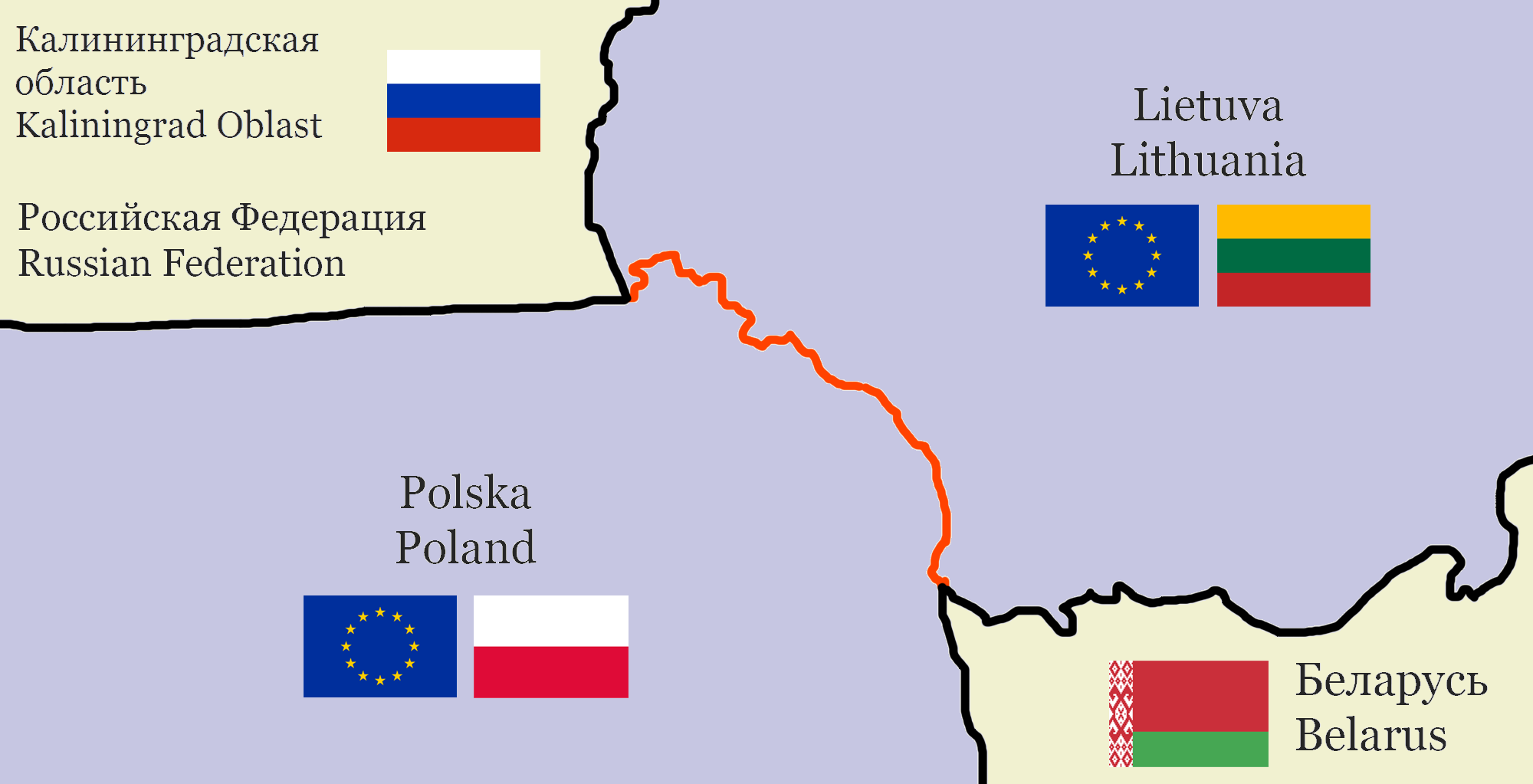
Verlauf der Grenze an der Suwałki-Lücke

Europakarte:
NATO-Länder
OVKS-Länder

Die Suwałki-Lücke (auch Suwałki-Korridor, englisch Suwalki Gap oder Suwałki Corridor, polnisch Przesmyk suwalski, litauisch Suvalkų koridorius, russisch Сувалкский коридор) bezeichnet in der Terminologie der NATO das dünnbesiedelte Gebiet um die Grenze zwischen Litauen und Polen, das eine Engstelle der Landverbindung zwischen den baltischen Staaten und den übrigen NATO-Partnern darstellt. Zugleich ist dort das Territorium der russischen Exklave Kaliningrad am wenigsten weit von Belarus entfernt. Benannt ist es nach der polnischen Stadt Suwałki ([suˈvawkʲi] ⓘ).

## Lage
Die Lücke verläuft zwischen dem Dreiländereck Litauen-Polen-Belarus im Südosten und dem Dreiländereck Litauen-Polen-Russland (Kaliningrad) im Nordwesten über 65,4 km Luftlinie bzw. 104 km Grenzlinie am Boden. Die letzten 12 Kilometer im Südosten folgen dem stark mäandernden Flusslauf der Marycha, einem linken Nebenfluss der Czarna Hańcza.

## Infrastruktur

### Straße
Mehrere Straßen verbinden Polen und Litauen durch die Suwałki-Lücke. Die wichtigste Verbindung ist die Europastraße 67, genannt Via Baltica.

### Eisenbahn
Die einzige durch das Gebiet verlaufende Bahnverbindung ist die normalspurige Bahnstrecke Suwałki–Kaunas, ein Teilstück des Bahnprojekts Rail Baltica. Andere Eisenbahnen in Belarus, Litauen und anderen ehemaligen Teilen des russischen Reiches sind in russischer Breitspur ausgeführt. Die polnischen Eisenbahnen sind in Normalspur ausgeführt. Die unterschiedlichen Spurweiten haben historische und militärische Gründe, welche sich in den beiden Weltkriegen dadurch bemerkbar machten, dass die jeweils vorrückende Armee die Bahnstrecken erst nach Umspurung vollumfänglich nutzen konnte. Vor diesem Hintergrund ist die Planung von Rail Baltica (und der ebenfalls geplante, aber noch nicht im Bau befindliche Talsinki-Tunnel) in Normalspur als geopolitisches Statement zu werten.

## Militärische und geopolitische Bedeutung
Die Region um die Suwałki-Lücke gilt – insbesondere seit der Annexion der Krim 2014 – als eine der militärisch potentiell entzündlichsten in Europa, wie der Kommandeur der US-Streitkräfte in Europa, General Ben Hodges, während der Konferenz CEPA Forum 2015 schilderte. US-Beamte weisen auf Mängel in der Infrastruktur und Organisation hin, die die NATO-Staaten an einer schnellen Reaktion im Falle der Bedrohung des Gebiets hindern. Laut Geheimdienstinformationen könnten Russland und Belarus im Falle eines möglichen militärischen Konflikts mit NATO-Staaten Interesse an einer Besetzung des Gebietes haben, um die baltischen Staaten vom Landweg zum NATO-Partner Polen abzuschneiden; sie ziehen weiter Vergleiche zum Fulda Gap aus der Zeit des Kalten Krieges.
Eine Studie der RAND Corporation, an der Wesley Clark und Egon Ramms als Autoren beteiligt waren, bezeichnete das Gebiet als das labilste der NATO und schätzte, die transatlantische Allianz würde im Fall eines russischen Angriffs nur 36 bis 60 Stunden lang den Nachschub über den Korridor sicherstellen können, bis die baltischen Hauptstädte besetzt und das Baltikum isoliert sei. Die NATO stationierte deshalb 2016 vier Bataillone in dem Gebiet (siehe NATO Enhanced Forward Presence) und bezog es in ihre Großübung Anakonda 16 ein.
Situation nach dem russischen Überfall auf die Ukraine 2022
Litauen hat ab 17. Juni 2022 den Transport einiger von EU-Sanktionen wegen des russischen Überfalls auf die Ukraine betroffenen Waren (u. a. Baumaterialien, Stahl, Metalle und Kohle) durch die Suwałki-Lücke von Belarus nach Kaliningrad für mehrere Wochen blockiert.
Durch den Beitritt Finnlands und Schwedens zur Nato wird davon ausgegangen, dass die Sicherheit der Balten damit erhöht und weniger Druck auf der Suwałki-Lücke lasten werde.
Im März 2023 wurde berichtet, dass Polen seine Grenzanlagen an der Suwałki-Lücke mit Panzersperren sichert. Mitte Juli 2023 sprach der russische Generaloberst Andrei Kartapolow, Stellvertreter des Verteidigungsministers Sergei Schoigu, die Schließung der Lücke an. Er behauptete, dass es einer Einsatzgruppe möglich sei, den Korridor binnen weniger Stunden zu erobern.

## Militärmanöver in der Region
Die Russische Föderation hielt vom 14. bis zum 20. September 2017 mit offiziell 13.000 Soldaten an der NATO-Ostgrenze das Manöver Sapad 2017 (Westen 2017) ab.
Bei der Übung Winter 20 der polnischen Streitkräfte im Winter 2020/21 wurde ein All-Out-Szenario (Generalangriff) angesetzt. In einem simulierten Krieg gelang es der russischen Armee zur Überraschung der Planer, Polen innerhalb von fünf Tagen zu überrollen, bei größten Verlusten innerhalb der polnischen Streitkräfte.